# 大衛·貝德納
大衛·傑佛瑞·貝德納（英語：David Jeffrey Bednar，1994年10月10日—），為美國職棒大聯盟的投手，目前效力於紐約洋基。他先前曾效力於聖地牙哥教士、匹茲堡海盜。

## 職業生涯

### 聖地牙哥教士
2016年美國職棒大聯盟選秀，教士隊在第35輪進貝德納。2016年，他在短期1A和1A共拿下4勝4敗，防禦率2.32。2017年，他在1A和高階1A共拿下1勝4敗，防禦率2.64。2018年，他在高階1A拿下2勝4敗，防禦率2.73。2019年，他在2A拿下2勝5敗，防禦率2.95。
2019年9月1日，貝德納登上大聯盟，並後援1局無失分。這季他吞下2敗，防禦率6.55。2020年，他只投6.1局，防禦率高達7.11。

### 匹茲堡海盜
2021年1月19日，教士、大都會和海盜發動三方交易，教士將貝德納、Omar Cruz、Drake Fellows和Hudson Head到海盜，海盜分別將喬·馬斯葛洛夫和Joey Lucchesi送往教士與大都會，大都會將Endy Rodríguez交易到海盜。該年他拿下3勝1敗，防禦率2.23。最終他在新人王票選上拿下和Vladimir Gutiérrez並列第八。

## 個人生活
貝德納的弟弟威爾也是一名投手，目前在舊金山巨人隊小聯盟發展。

## 外部連結
- 大衛·貝德納在美國職棒官網（英语）
- 大衛·貝德納在Baseball-Reference.com（大聯盟）（英语）
- 大衛·貝德納在Baseball-Reference.com（小聯盟以及海外聯盟）（英语）
- 大衛·貝德納在ESPN（MLB）（英语）
- 大衛·貝德納在FanGraphs.com（英语）
- 大衛·貝德納在Retrosheet（英语）
- 大衛·貝德納在The Baseball Cube（英语）